# Danilo Quaranta
Danilo Quaranta (Teramo, 23 marzo 1997) è un calciatore italiano, difensore della Reggiana.

## Carriera

#### Inizi e prestiti
Cresciuto nel settore giovanile dell'Ascoli, il 26 agosto 2016 viene ceduto a titolo temporaneo all'Olbia, con cui inizia la carriera professionistica; il 20 luglio 2017 passa, sempre in prestito, alla Pistoiese. A Pistoia disputa un buon campionato, riuscendo a collezionare 33 presenze.
Rientrato all'Ascoli, il 26 agosto 2018 debutta in Serie B con il club bianconero, nella partita pareggiata per 1-1 contro il Cosenza; il 10 settembre rinnova con i marchigiani fino al 2021. Il 2 settembre 2019 passa a titolo temporaneo al Catanzaro, con cui tuttavia colleziona soltanto dodici presenze totali, fermato anche da un infortunio al ginocchio.

#### Ritorno all'Ascoli
Tornato all'Ascoli, dopo essersi imposto come titolare nel ruolo, il 31 gennaio 2021 prolunga il proprio contratto fino al 2023; il 2 aprile seguente segna la prima rete in carriera, nella partita di campionato persa per 2-1 contro il Cosenza. Il 22 settembre 2022 rinnova il suo contratto con i marchigiani fino al 2025.

#### Juve Stabia
Il 17 gennaio 2025 viene ceduto a titolo definitivo alla Juve Stabia.

#### Reggiana
Dopo solo 6 mesi in Campania, il 4 agosto 2025 viene acquistato dalla Reggiana.

## Statistiche

### Presenze e reti nei club
Statistiche aggiornate al 25 maggio 2025.
| Stagione        | Squadra         | Campionato      | Campionato | Campionato | Coppe nazionali | Coppe nazionali | Coppe nazionali | Coppe continentali | Coppe continentali | Coppe continentali | Altre coppe | Altre coppe | Altre coppe | Totale | Totale |
| Stagione        | Squadra         | Comp            | Pres       | Reti       | Comp            | Pres            | Reti            | Comp               | Pres               | Reti               | Comp        | Pres        | Reti        | Pres   | Reti   |
| --------------- | --------------- | --------------- | ---------- | ---------- | --------------- | --------------- | --------------- | ------------------ | ------------------ | ------------------ | ----------- | ----------- | ----------- | ------ | ------ |
| 2016-2017       | Olbia           | LP              | 15         | 0          | CI-LP           | 0               | 0               | -                  | -                  | -                  | -           | -           | -           | 15     | 0      |
| 2017-2018       | Pistoiese       | C               | 32+1       | 0          | CI-C            | 2               | 0               | -                  | -                  | -                  | -           | -           | -           | 35     | 0      |
| 2018-2019       | Ascoli          | B               | 7          | 0          | CI              | 0               | 0               | -                  | -                  | -                  | -           | -           | -           | 7      | 0      |
| ago.-sett. 2019 | Ascoli          | B               | 0          | 0          | CI              | 1               | 0               | -                  | -                  | -                  | -           | -           | -           | 1      | 0      |
| sett. 2019-2020 | Catanzaro       | C               | 10         | 0          | CI+CI-C         | 0+2             | 0               | -                  | -                  | -                  | -           | -           | -           | 12     | 0      |
| 2020-2021       | Ascoli          | B               | 20         | 1          | CI              | 0               | 0               | -                  | -                  | -                  | -           | -           | -           | 20     | 1      |
| 2021-2022       | Ascoli          | B               | 21         | 0          | CI              | 1               | 0               | -                  | -                  | -                  | -           | -           | -           | 22     | 0      |
| 2022-2023       | Ascoli          | B               | 18         | 0          | CI              | 1               | 0               | -                  | -                  | -                  | -           | -           | -           | 19     | 0      |
| 2023-2024       | Ascoli          | B               | 26         | 1          | CI              | 0               | 0               | -                  | -                  | -                  | -           | -           | -           | 26     | 1      |
| 2024-gen. 2025  | Ascoli          | C               | 10         | 0          | CI-C            | 0               | 0               | -                  | -                  | -                  | -           | -           | -           | 0      | 0      |
| Totale Ascoli   | Totale Ascoli   | Totale Ascoli   | 102        | 2          |                 | 3               | 0               |                    | -                  | -                  |             | -           | -           | 105    | 2      |
| gen.-giu. 2025  | Juve Stabia     | B               | 9          | 0          | CI              | -               | -               | -                  | -                  | -                  | -           | -           | -           | 9      | 0      |
| 2025-2026       | Reggiana        | B               | 0          | 0          | CI              | 0               | 0               | -                  | -                  | -                  | -           | -           | -           | 0      | 0      |
| Totale carriera | Totale carriera | Totale carriera | 168+1      | 2          |                 | 7               | 0               |                    | -                  | -                  |             | -           | -           | 176    | 2      |